# Шеппенштедт
Шеппенштедт (нім. Schöppenstedt) — місто в Німеччині, розташоване в землі Нижня Саксонія. Входить до складу району Вольфенбюттель. Складова частина об'єднання громад Ельм-Ассе.
Площа — 39,65 км2. Населення становить 5577 ос. (станом на 31 грудня 2021).
| Рік  | Населення |
| ---- | --------- |
| 1990 | 5731      |
| 1995 | 5949      |
| 2000 | 6039      |
| 2005 | 5888      |
| 2010 | 5457      |

## Галерея

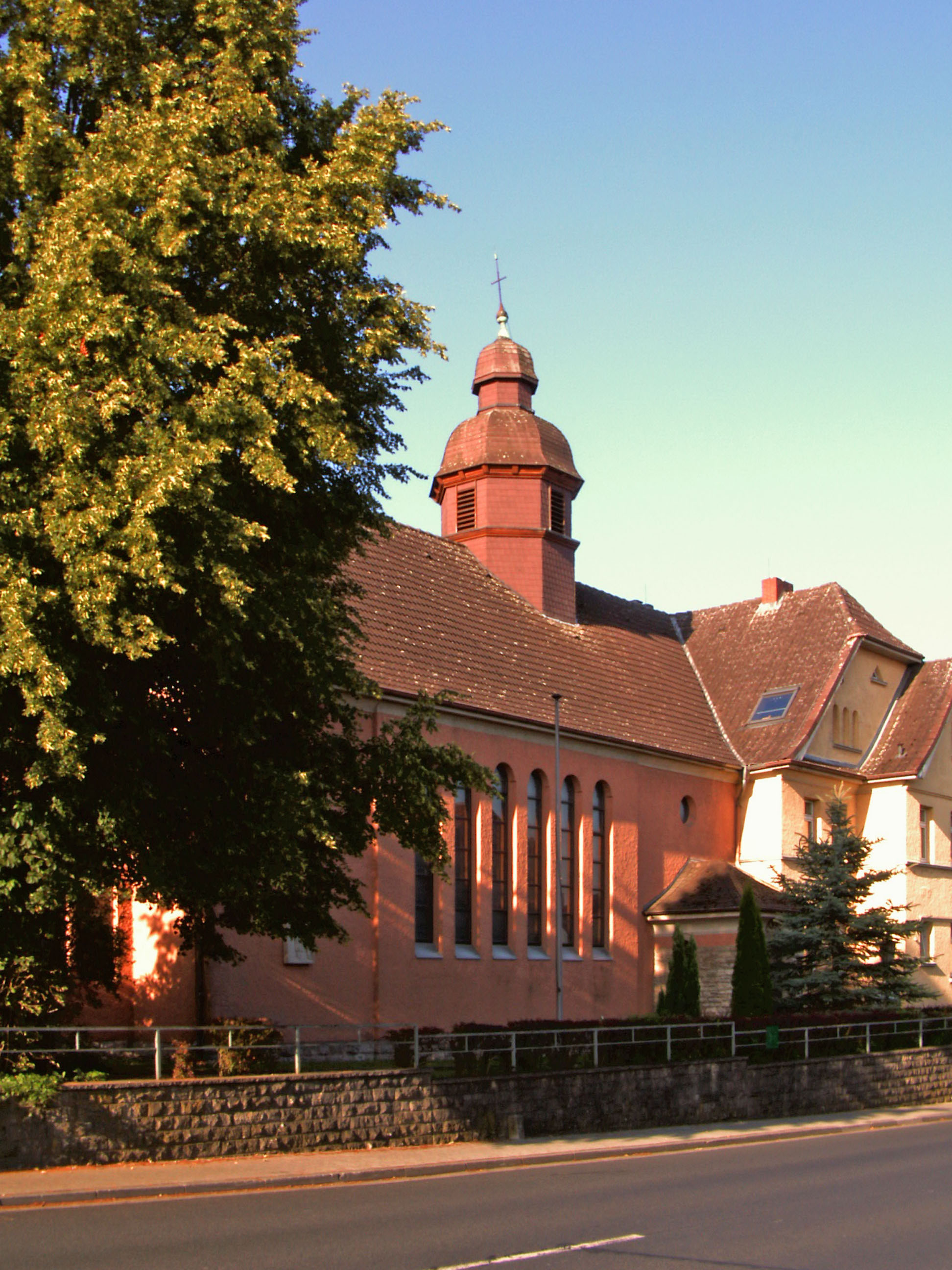
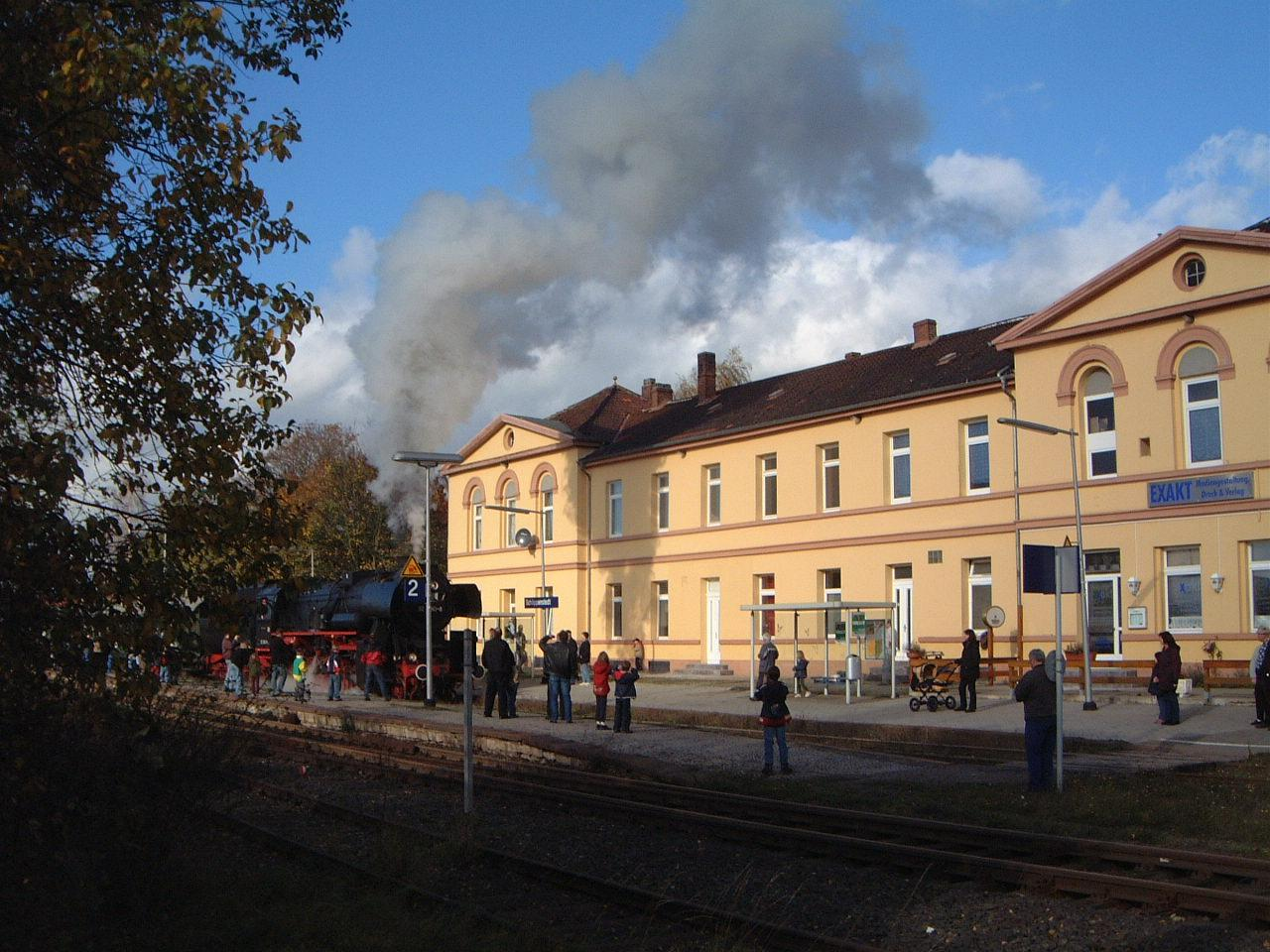